# Elver Cerón
Elver Porfidio Cerón Chincunque (Colombia, 1961 - Mocoa, 4 de enero de 2025) fue un político colombiano. Miembro del Partido Conservador Colombiano. Fue alcalde de Mocoa en dos ocasiones.

## Biografía
Fue alcalde de Mocoa entre 2004 y 2007 y posteriormente entre 2012 y 2015. Estuvo detenido en tres ocasiones. Fue concejal de Mocoa cargo al cual renunció por un proceso judicial.

## Asesinato
Fue asesinado en Mocoa, antes de las elecciones atípicas de gobernador del Putumayo, por sicarios que se movilizaban en motocicleta, cuando se encontraba conversando fuera de su casa con su esposa y el cantante y abogado Andrés Fajardo, quien también murió tras el ataque. Una de las hipótesis de su asesinato apunta a una deuda millonaria por la campaña política a la alcaldía de Mocoa.